# Elysius pyrosticta
Elysius pyrosticta är en fjärilsart som beskrevs av George Francis Hampson 1905. Elysius pyrosticta ingår i släktet Elysius och familjen björnspinnare. Inga underarter finns listade i Catalogue of Life.